# Mariä Himmelfahrt (Möhren)

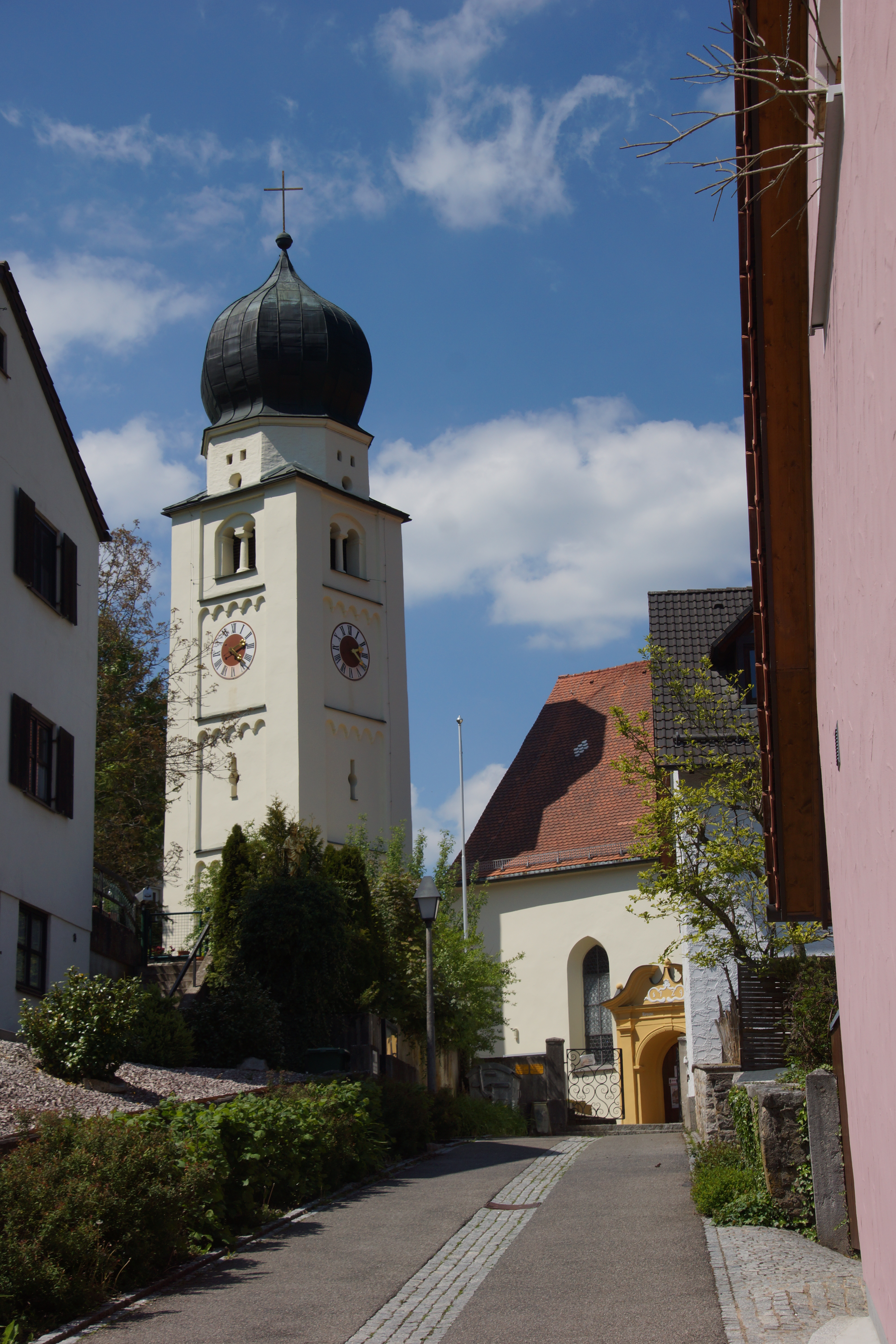
Mariä Himmelfahrt (Möhren), Bild aufgenommen 2020

Die römisch-katholische, denkmalgeschützte Pfarrkirche Mariä Himmelfahrt steht in Möhren, einem Gemeindeteil der bayerischen Stadt Treuchtlingen im mittelfränkischen Landkreis Weißenburg-Gunzenhausen. Das Bauwerk ist unter der Denkmalnummer D-5-77-173-104 als Baudenkmal in der Bayerischen Denkmalliste eingetragen. Die archäologischen Befunde im Umfeld der Kirche sind zusätzlich als Bodendenkmal (Nummer: D-5-7031-0304) eingetragen. Die vom Dorffriedhof umgebene Kirche mit der postalischen Adresse Klosterstraße 12 liegt im Ortskern Möhrens unterhalb des Schlosses auf einer Höhe von 436 Metern über NHN. Die Pfarrei gehört zum Pfarrverband Treuchtlingen-Pappenheim im Dekanat Weißenburg-Wemding des Bistums Eichstätt.

## Beschreibung

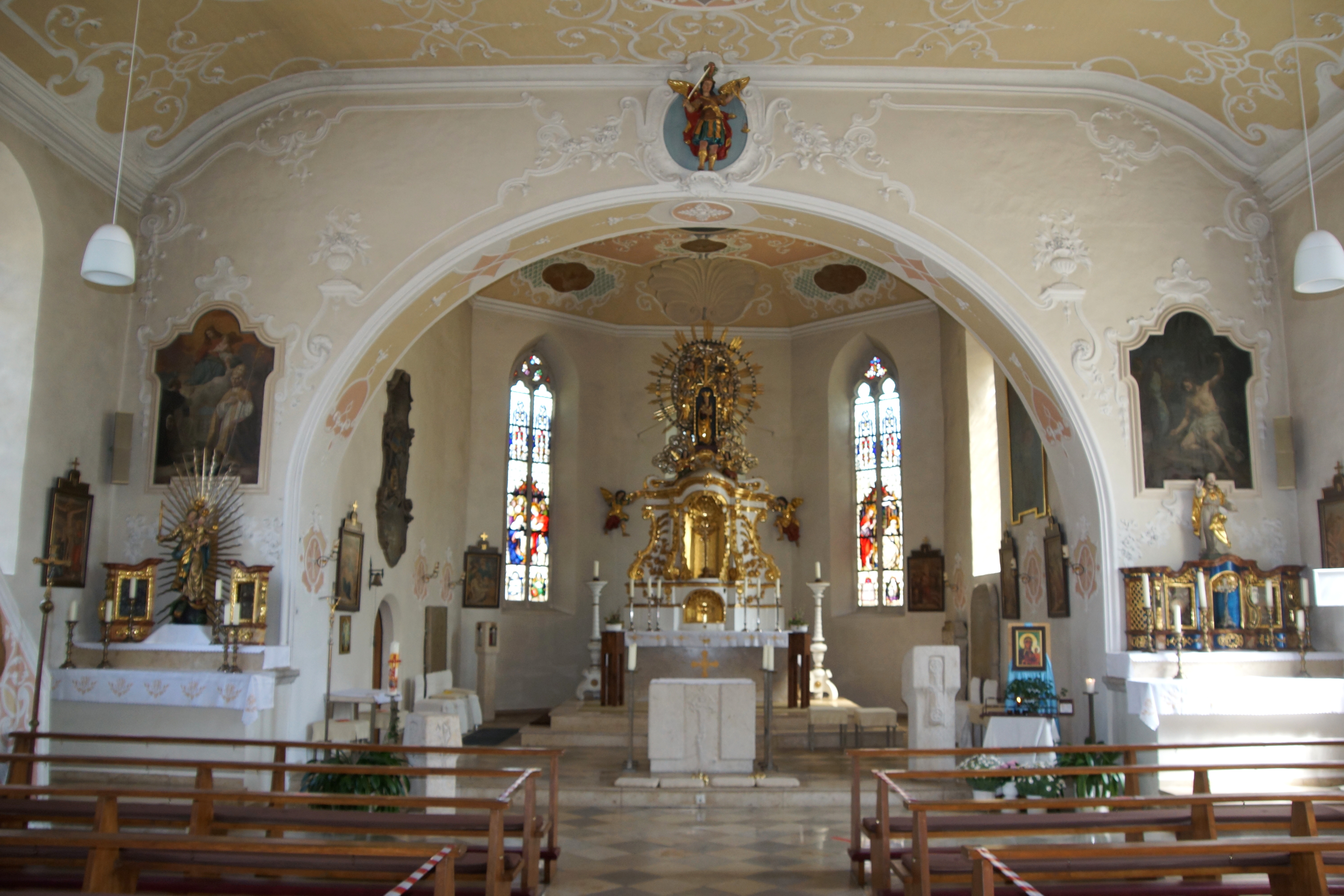
Altarraum

Der mit Bogenfriesen und Lisenen gegliederte Campanile auf quadratischem Grundriss wurde 1583 gebaut. Auf seinem obersten achteckigen Geschoss sitzt eine Zwiebelhaube. Das darunter liegende Geschoss beherbergt hinter den als Biforien gestalteten Klangarkaden den Glockenstuhl, in dem drei Kirchenglocken hängen. Ein Geschoss tiefer ist die Turmuhr untergebracht. Das Langhaus der Saalkirche ist 1726 entstanden. Der eingezogene, dreiseitig geschlossene Chor und die an seiner Nordwand stehende Sakristei wurden bereits 1672/73 errichtet. Die Deckenmalerei im Innenraum des Langhauses ist mit Stuck umrahmt, die im Chor hat Leonhard Thoma 1907 geschaffen. Von Leonhard Thoma stammen auch die Altarretabel der Seitenaltäre. Der Hochaltar wurde Mitte des 18. Jahrhunderts in Formen des Rokoko gebaut. Die Kanzel wurde um 1730 aufgestellt. Die Orgel wurde 1877 von G. F. Steinmeyer & Co. gebaut.